# Suva
Suva (93 970 abitanti nel 2017) è la capitale, nonché la città più popolosa, delle isole Figi.
La città è situata sulla costa sud-orientale dell'isola di Viti Levu, nella Divisione Centrale di cui è capoluogo.
Suva è il maggior centro commerciale e politico delle isole Figi e considerando l'area urbana della Great Suva raggiunge i 167 975 abitanti ed è il più grande centro urbano del Pacifico meridionale al di fuori dell'Australia e della Nuova Zelanda.
La città ha un porto profondo che permette l'attracco di grosse navi mercantili e da crociera.

## Storia
Quando i primi europei arrivarono sull'isola di Viti Levu trovarono un piccolo villaggio chiamato Suva che sarebbe stato destinato a divenire la capitale delle isole Figi nel 1882 sostituendo come capitale Levuka che non offriva possibilità di espansione.
Varie località dell'arcipelago furono prese in considerazione come possibili capitali ma alla fine la scelta cadde su Suva.
Da quel momento in poi Suva cominciò ad espandersi dapprima in una piccola cittadina fino a divenire l'attuale città.
Il vecchio villaggio figiano di Suva fu trasferito a tre miglia di distanza ed assunse il nome Suvavou (Nuova Suva).
La prima Government House fu rasa al suolo dopo che fu colpita da un fulmine e sostituita dall'attuale Government House inaugurata nel 1928 e costruita ad imitazione della Government House di Colombo in Sri Lanka. Nel 1902 venne inaugurata la cattedrale cattolica del Sacro Cuore. Nel 1914 fu aperto il Grand Pacific Hotel uno dei migliori alberghi del Pacifico meridionale.
Nella piccola cittadina la vita sociale a quei tempi era limitata così come i rapporti tra gli indigeni locali e gli europei. Fino al 1926 fu tenuto in vigore un coprifuoco per i non europei dopo le ore 23.
Nel 1910, Suva acquisì lo status di comune, ai sensi dell'ordinanza sulla costituzione municipale del 1909. La sua area rimase di un miglio quadrato fino al 1952, quando Suva annesse i rioni di Muanikau e di Samabula, espandendo il suo territorio fino a 13 km² (5.0 sq mi). Nell'ottobre di quell'anno, Suva fu ufficialmente designata città, la prima delle Fiji. Suva successivamente annesse Tamavua. Più recentemente, Suva ha ulteriormente esteso i suoi confini incorporando l'area Cunningham al suo confine settentrionale. Da allora, urban sprawl ha portato alla crescita di una serie di periferie che rimangono fuori dai confini della città. Insieme alla città, esse formano l'area metropolitana nota come Greater Suva Area.
Suva ha ospitato i Giochi del Pacifico del 2003 per la terza volta nei 40 anni di storia dell'evento. In preparazione per ospitare l'evento, il governo delle Fiji, con l'aiuto di un pacchetto di aiuti da 16 milioni di dollari dalla Repubblica popolare cinese, ha finanziato la costruzione di una nuova palestra, un centro sportivo al coperto, una piscina, uno stadio, un campo di hockey su prato e tribune nell'area intorno a Suva.

## Geografia fisica

### Territorio
Suva non è solo la capitale delle Figi, ma anche il suo centro commerciale e politico (sebbene non necessariamente il suo centro culturale) e la sua principale città portuale. Ha un mix di edifici moderni e architettura del periodo coloniale.
Suva si estende intorno a un porto su una penisola collinare nell'angolo sud-est dell'isola di Viti Levu, tra la baia di Laucala e il porto di Suva. Le montagne a nord e ad ovest catturano gli alisei di sud-est, producendo condizioni umide tutto l'anno.
Sebbene Suva si trovi su una penisola e quasi interamente circondata dal mare, la sua costa è fiancheggiata da mangrovie e la spiaggia più vicina si trova a 40 chilometri di distanza, a Pacific Harbour. Una parte significativa del centro cittadino, compresi gli edifici del Parlamento, è costruita su una palude di mangrovie bonificata.

### Suddivisione

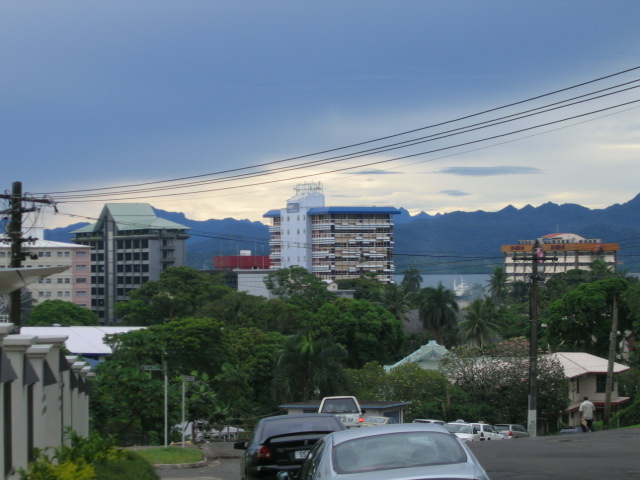
Scorcio di Suva

La Suva è divisa in sei rioni. Il suo quartiere centrale degli affari, che si trova in quello che è noto come Central Ward, occupa quasi l'intero lato sud-occidentale della penisola.

### Quartieri cittadini
Di seguito è riportato un elenco dei sei rioni della città, iniziando dal centro città, seguito dal rione più settentrionale, e poi in senso orario:
1. Centro: centro città; distretto centrale degli affari
2. Tamava: urbano; Residenziale
3. Cunningham: semiurbano; Residenziale
4. Nabua: urbano; residenziale e industriale; ha un proprio centro città separato; comprende una base militare e il quartier generale della polizia della divisione meridionale
5. Samabula: urbana; residenziale e industriale (con ampie zone industriali); ha un proprio centro città separato; comprende un'università
6. Muanikau: urbano; Residenziale; comprende grandi impianti sportivi, un'università e aree ricreative

### Corridoio Suva–Nausori
Suva si trova nel mezzo di un'area metropolitana, a volte conosciuta come Suva Urban Complex, informalmente conosciuta come Suva, anche se comprende un totale di quattro aree con i propri nomi e i propri governi locali separati. Questa conurbazione si estende da Lami (immediatamente a ovest della città di Suva) lungo la Queens Highway, attraverso Nasinu (immediatamente a est della città di Suva), fino al fiume Rewa, lungo il Kings Highway, e poi verso Nausori dall'altra parte del fiume. A nord e nord-est si trovano le aree del parco della foresta pluviale di Colo-i-Suva e Sawani, lungo la Princes Road, che si collega al ponte sul fiume Rewa. L'intera area (esclusa Lami) è formalmente riferita anche al Corridoio Suva-Nausori. È la zona più popolosa delle Figi, con oltre 330 000 abitanti.

### Clima
Suva ha un clima di tipo subtropicale. Ha una media di circa +26 °C.
| Suva                  | Mesi | Mesi | Mesi | Mesi | Mesi | Mesi | Mesi | Mesi | Mesi | Mesi | Mesi | Mesi | Stagioni | Stagioni | Stagioni | Stagioni | Anno |
| Suva                  | Gen  | Feb  | Mar  | Apr  | Mag  | Giu  | Lug  | Ago  | Set  | Ott  | Nov  | Dic  | Inv      | Pri      | Est      | Aut      | Anno |
| --------------------- | ---- | ---- | ---- | ---- | ---- | ---- | ---- | ---- | ---- | ---- | ---- | ---- | -------- | -------- | -------- | -------- | ---- |
| T. max. media (°C)    | 31,4 | 35,0 | 27,9 | 26,8 | 26,4 | 25,6 | 25,0 | 25,4 | 26,1 | 27,2 | 27,6 | 28,3 | 25,3     | 27,0     | 31,6     | 27,0     | 27,7 |
| T. min. media (°C)    | 26,5 | 28,8 | 26,0 | 24,8 | 24,4 | 23,3 | 21,3 | 22,5 | 24,0 | 25,8 | 25,2 | 26,1 | 22,4     | 25,0     | 27,1     | 25,1     | 24,9 |
| T. max. assoluta (°C) | 46,2 | 48,9 | 42,3 | 32,2 | 30,0 | 27,8 | 27,9 | 31,0 | 36,0 | 39,4 | 41,2 | 46,6 | 31,0     | 41,2     | 48,9     | 42,3     | 48,9 |
| T. min. assoluta (°C) | 19,0 | 21,0 | 12,0 | 8,9  | 8,4  | 6,9  | 4,9  | 2,2  | 11,0 | 11,2 | 11,7 | 17,6 | 2,2      | 11,0     | 17,6     | 8,4      | 2,2  |

## Società

### Evoluzione demografica

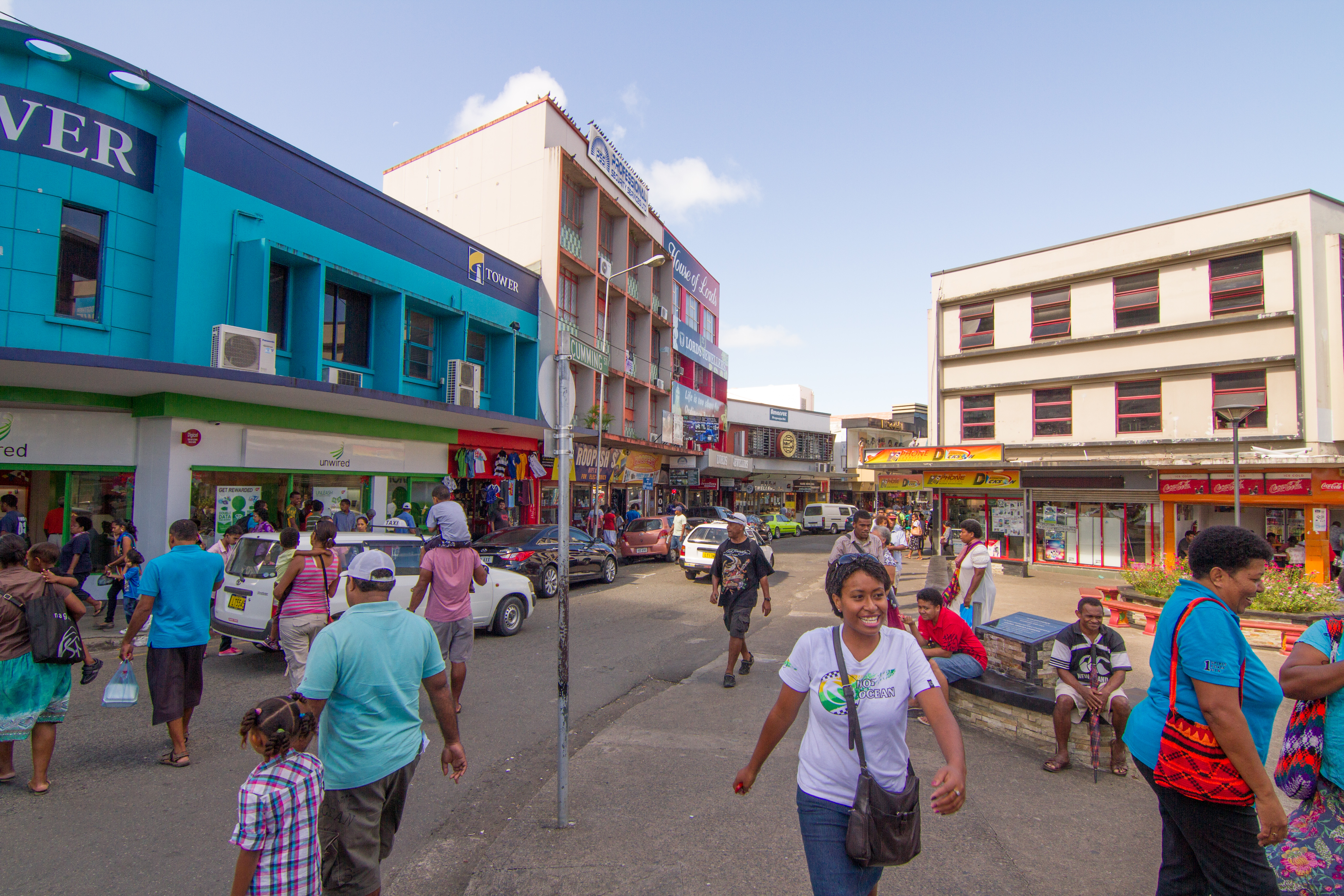
Persone a Suva

Suva è una città multirazziale e multiculturale. Fiji indigeni (i-Taukei) e Indo-Fiji, i due principali gruppi etnici delle Figi, costituiscono la maggior parte della popolazione di Suva e la città ospita la maggior parte delle minoranze etniche delle Figi, che includono Rotuman, Lauan, Rambiani, Caucasici (Europei noti come Kaivalagi), parte-europei (di origine europea e delle Figi, noti come "Kailoma") e Cinese, tra le altre. La lingua più parlata è l'inglese, ma Fijian, hindustani e altre lingue sono parlate anche dalle rispettive comunità.
Gli abitanti di Suva sono rappresentativi di tutti i principali gruppi indigeni del Pacifico: a volte viene definita la "New York del Pacifico". La città ha la reputazione di essere un importante centro economico della regione e è la sede del campus principale di Università del Pacifico del Sud: ciò ha portato a un afflusso di migranti del Pacifico, che studiano, lavorano e vivono nella città e nei suoi distretti.
| Suva City                                       | 141,273 | 167,975 | 85,691 | 93,970 |
| Dati ufficiali dai censimenti della popolazione |         |         |        |        |

## Monumenti e luoghi d'interesse
Nella parte più vecchia di Suva ha trovato dimora il Museo delle Figi che ospita una ricca collezione di reperti antropologici e storici del patrimonio culturale delle Figi.
Di notevole interesse architettonico la cattedrale del Sacro Cuore, risalente al 1902, e la Biblioteca centrale di Suva, costruita nel 1909 grazie ad un finanziamento dell'industriale americano Andrew Carnegie.
Suva ospita il campus più grande dell'Università del Pacifico del Sud che ha trovato sistemazione nell'area della ex base neozelandese di idrovolanti.
La città ha moltissimi parchi tra questi il nuovo Takashi Suzuki Garden e i Thurston Gardens aperti nel 1913 che ospitano una vasta collezione della flora del Pacifico.